# Grand Theft Auto: The Lost and Damned
Grand Theft Auto: The Lost and Damned (ou Grand Theft Auto IV: The Lost and Damned ; également abrégé TLAD) est un contenu téléchargeable développé par Rockstar North et édité par Take-Two Interactive. Partie intégrante de la série des Grand Theft Auto, il s'agit de la première extension du jeu vidéo Grand Theft Auto IV. Elle est commercialisée pour la première fois le 17 février 2009 sous forme de téléchargement payant, mais aussi dans une compilation sur support physique intitulée Grand Theft Auto: Episodes from Liberty City, comprenant la deuxième extension The Ballad of Gay Tony sur console Xbox 360, et par la suite adaptée en avril 2010 sur systèmes Windows et PlayStation 3. Plus tard, elle est rééditée en octobre 2010 dans un pack comprenant le jeu initial intitulé Grand Theft Auto IV: L'Édition Intégrale.
Les événements se déroulent à Liberty City, une ville fictive principalement inspirée de New York aux États-Unis, et mettent en avant les exploits du protagoniste Jonathan « Johnny » Klebitz, membre d'un gang de motards nommé The Lost avec lequel il participera à plusieurs missions dans l'univers de Grand Theft Auto IV. L'extension est également disponible sur Xbox One depuis le 9 février 2017.

## Système de jeu
The Lost and Damned est un jeu vidéo d'action-aventure et de tir en vue à la troisième personne dans lequel le joueur fait l'expérience d'une perspective à la troisième personne. Le joueur incarne le personnage de Jonathan « Johnny » Klebitz, le second meneur et vétéran d'un groupe de motards nommé The Lost. Le personnage qu'incarne le joueur dispose de deux palettes d'armes composées d'armes blanches, d'armes à feu, de bombes artisanales ou grenades, et de lance-grenades ou lance-roquettes. Plusieurs variétés de transports lui sont également mises à disposition et incluent d'une manière générale les véhicules routiers, les bateaux et les hélicoptères, bien que les motos soient mises en avant dans ce contenu épisodique.
En dehors du scénario principal, le joueur peut s'abonner à d'autres activités et voyager à travers les différents endroits qu'offrent la ville fictive de Liberty City. Des programmes de télévision peuvent être visionnés et de nombreuses stations de radio ont été incluses dans les véhicules. Au total, plus d'une dizaine d'heures de jeu peuvent être consacrées à ce contenu.

### Armes et transports
À travers les événements scénaristiques du jeu, le joueur peut avoir accès à de nouvelles armes, en plus des armes classiques qui peuvent être retrouvées dans Grand Theft Auto IV. Parmi ces nouvelles armes dont dispose le joueur peuvent être inclus le pistolet automatique 9 mm, désigné à partir du CZ-75, le lance-grenades désigné à partir du Heckler & Koch HK69A1, le fusil de chasse à canon scié, la queue de billard et les bombes artisanales.

### Multijoueur
The Lost and Damned comprend un total de neuf différents modes de jeux multijoueurs en ligne, supportant une capacité de 16 joueurs (32 sur PC), dont quatre d'entre eux qui ont été précédemment exposés dans Grand Theft Auto IV, et qui requièrent l'accessibilité à une connexion Internet pour être jouables. Les joueurs incarnent un personnage personnalisable. Ce dernier démarre avec des vêtements basiques, mais de nouveaux vêtements peuvent être acquis lorsque les joueurs augmentent de niveau grâce à de l'argent fictif qu'ils auront gagné en terminant diverses missions en ligne. 

## Scénario

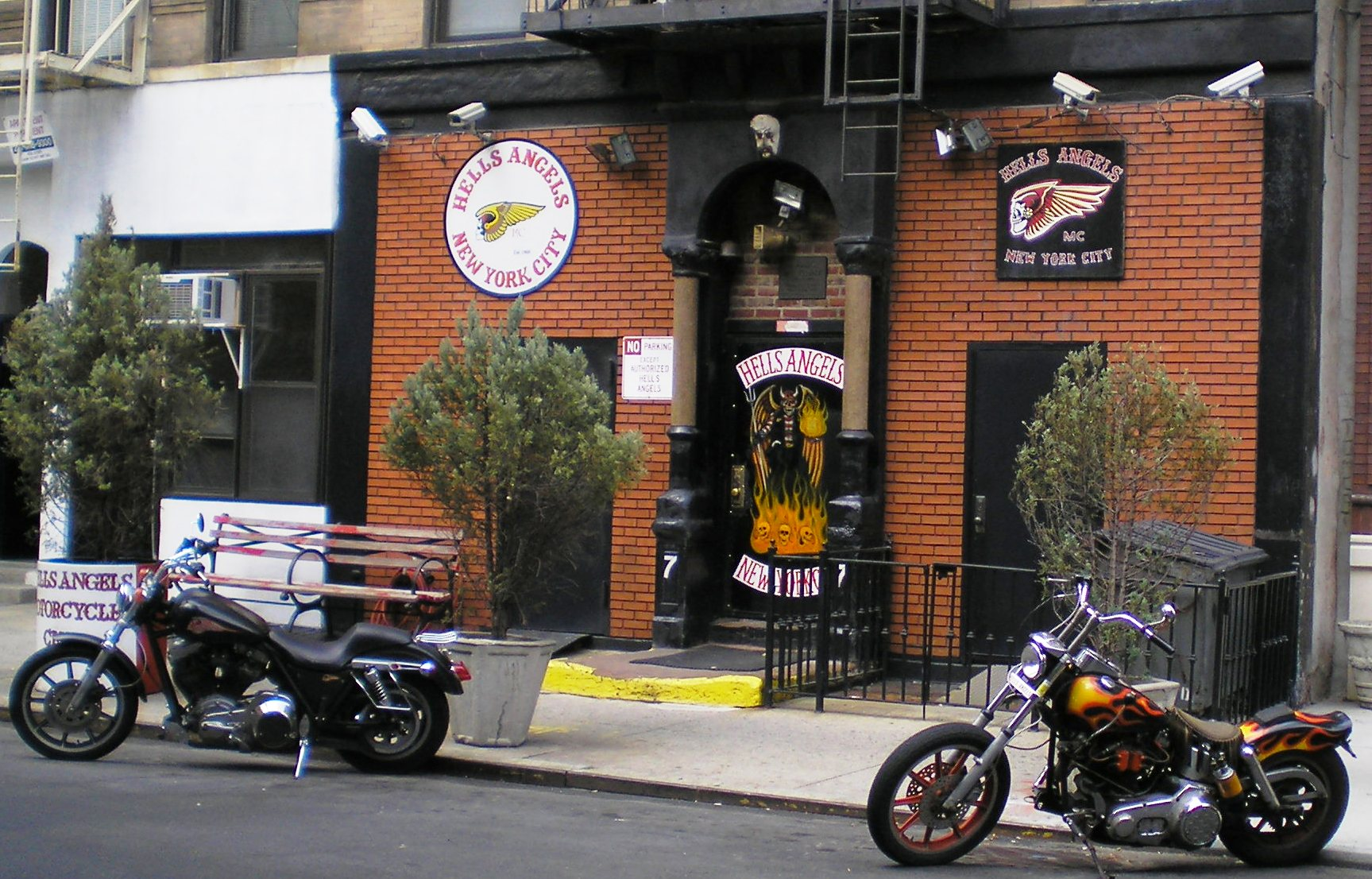
Le gang rival de celui de The Lost se nomme Angels of Death, fortement inspiré des Hells Angels.

La scène d'introduction débute avec Jonathan « Johnny » Klebitz, en virée sur les routes d'Alderney durant la nuit à Liberty City, en compagnie de tous les membres du gang de motards, The Lost Motorcycle Club. Niko Bellic, le principal protagoniste de Grand Theft Auto IV, apparaît brièvement sur un trottoir insulté par un piéton qu'il a malencontreusement bousculé. Le groupe, dont Johnny Klebitz, partent rejoindre Billy Grey, leur chef, de retour d'une période de sevrage, et reviennent par la suite dans leur club en sa compagnie. Après avoir été libéré de sa période de sevrage, Billy se convertit de nouveau dans une vie de crime et les tensions montent rapidement entre lui et Johnny, ce dernier étant convaincu que le gang pourrait vivre différemment et sereinement. Jason Michaels, l'homme de main du groupe, prévient que des motards de leur gang rival, les Angels of Death, attendant à la sortie de leur club demandant des explications concernant la fin de leur trêve. Billy ne regrette rien et tire dans le dos du leader, déclenchant ainsi la fin de la trêve entre les deux gangs rivaux.
De son côté, Johnny mène quelques affaires avec Elizabeta Torres, une adepte des trafics de stupéfiants, et ses deux amis et motards Malc et DeSean. Par la suite, il sera également en relation étroite avec un politicien du nom de Thomas Stubbs III qui lui confiera plusieurs assassinats qu'il devra commettre. De temps à autre, Johnny se sent contraint d'aider son ex-petite amie Ashley, une toxicomane qui se met constamment en danger et qui doit des comptes à Dimitri Rascalov, ce qui impliquera Johnny notamment dans l'enlèvement de Roman Bellic (le cousin de Niko Bellic). Par la suite, Billy est appréhendé par la police à la suite d'un marché qui a échoué avec la Triade et Johnny prend désormais le contrôle des Lost, ce qui divise le groupe avec d'un côté Johnny, et de l'autre Brian Jeremy, qui reste loyal envers Billy et accuse Johnny de son arrestation. Brian tente plusieurs coups contre Johnny dans lesquels beaucoup de membres des Lost périssent. Un mafieux du nom de Ray Boccino renseigne Johnny de l'endroit dans lequel est localisé Brian puis part tuer ce dernier avec ses compagnons, ce qui mettra fin à la division du groupe. Brian tué, Johnny part voler les diamants d'une valeur de deux millions de dollars pour Boccino à Anthony « Gay Tony » Prince, tuant dans la foulée le compagnon de Tony, Evan Moss. Malgré lui, Johnny est désormais impliqué dans le vol des diamants et les confie au trésorier des Lost, Jim Fitzgerald. Par la suite, Jim et Johnny sont capturés par Boccino, mais ils réussissent à s'échapper et sont poursuivis par les hommes de Boccino. Johnny les conduit à une embuscade vers Alderney mais, cependant, lorsqu'il revient dans le club des Lost, il apprend par Ashley que Jim a été tué (par Niko Bellic).
À la suite du décès de Jim, Johnny se voit d'admettre que le club ne ressemble plus à grand chose. De plus, Johnny apprend par Stubbs que Billy (toujours en détention) veut faire tomber les membres restant du Lost pour trafic de stupéfiants et tout particulièrement Johnny et Angus. Johnny, Terry, Clay et quelques derniers fidèles du club se rendent donc au pénitencier où est incarcéré Billy afin de l'exécuter après une rude fusillade contre les forces de l'ordre.
À la fin de cet épisode, il reste trop peu de membres du Lost pour continuer l'aventure ce qui fait que Johnny et les derniers survivants du gang finiront par brûler leur QG et ainsi tourner une mauvaise page de l'histoire des Lost MC. Johnny stoppera tout contact avec la mafia et le politicien Thomas Stubbs, et il enverra l'argent du deal des diamants à la femme de Jim et son enfant tout en tentant de survivre à Alderney.

## Univers

### Personnages
Le principal protagoniste du jeu se nomme Jonathan « Johnny » Klebitz, second meneur du gang et vétéran du groupe des motards The Lost. Contrairement à Billy Grey, le principal meneur, Johnny préférerait mener un groupe serein écarté de la violence et des trafics de drogues.

### Environnement
The Lost and Damned se déroule dans la ville fictive de Liberty City, ville originellement retranscrite depuis Grand Theft Auto IV et qui a fortement été inspirée des quartiers de New York et de l'État du New Jersey. Dans le jeu, Broker est l'équivalent de Brooklyn, Algonquin celui de Manhattan, Dukes du Queens, Bohan du Bronx et Alderney du New Jersey. La superficie totale de la carte est un peu plus petite que celle exposée dans Grand Theft Auto: San Andreas, mais la nouvelle réédition de Liberty City est plus détaillée et retranscrit, à l'aide d'images de synthèse, la lumière solaire de New York. Par ailleurs, le jeu autorise l'accès à de nouveaux lieux par exemple les boîtes de nuit Maisonnette 9 ou Hercules.
Dans le jeu, des endroits et monuments ont été retranscrits comme, entre autres, la statue de la Liberté, renommée dans la ville fictive en statue de l'Hilarité tenant une tasse de café dans sa main, ou le Times Square qui, dans Liberty City, a été renommé en Star Junction. Parmi les édifices les plus représentatifs peuvent être cités l'Empire State Building, renommé dans le jeu en Rotterdam Tower, le siège des Nations unies renommé en Civilization Committee, le MetLife Building renommé en GetaLife Building et le pont de Manhattan renommé en pont d'Algonquin, pour ne citer que quelques exemples. Central Park apparaît un peu en retrait dans le jeu sous le nom de Middle Park. De plus, des associations ou organisations ont été représentées dans le jeu comme la Bank of America qui a été renommée en Bank of Liberty, Fox News en Weazel News et le FBI en FIB. Staten Island n'a cependant pas été incluse dans le jeu car les développeurs pensaient que cet endroit ne divertirait pas les joueurs. Depuis Grand Theft Auto III et hormis les nombreux endroits du jeu, les piétons ont été dotés d'une intelligence artificielle mieux élaborée et modernisée à l'aide de l'utilisation de téléphones portables ou de distributeurs automatiques, des besoins de nourriture ou de boisson, de lecture des journaux ou d'interactions avec d'autres piétons.

## Bandes sonores
L'extension apporte du nouveau en matière de bande son, en rajoutant des morceaux sur les différentes stations de radio, notamment la station Metal de Liberty City : L.C.H.C.
Étant presque 100% axée Thrash Metal dans la version originale de Grand Theft Auto IV, elle comporte de nombreux ajouts en termes de genres de Metal pour cette extension. La station offre désormais des morceaux de Death, black et heavy Metal, ainsi que de nouveaux morceaux de Thrash, avec des groupes comme Bathory, Entombed, Sepultura (dont le chanteur Max Cavalera a d'ailleurs prêté sa voix pour jouer l'animateur de L.C.H.C.), Iron Maiden, Saxon, Deicide, Deep Purple, Kreator et bien d'autres.
Ceci ajoute de la profondeur à l'ambiance sombre de cet univers biker. Le joueur pourra d'ailleurs entendre cette station dans les clubhouses des Lost, des Angels of Death, et dans la planque dans laquelle s'installe Johnny Klebitz vers la fin de la trame principale.

## Développement
The Lost and Damned est pour la première fois annoncé lors de la conférence de presse tenue à l'E3 le 9 mai 2006 et il est noté que ce contenu pourrait ajouter « des heures entières d'un nouveau gameplay » au jeu. Le 20 février 2008, la commercialisation de ce contenu épisodique est annoncée pour le mois d'août 2008. Cependant, il est commercialisé sur console Xbox 360 le 17 février 2009, et sur systèmes Microsoft Windows et PlayStation 3 le 13 avril 2010.
Dan Houser, cofondateur de Rockstar Games et principal scénariste de l'épisode, note que l'épisode expose « un aspect différent de Liberty City ». Le directeur financier de Take-Two Interactive, Lainie Goldstein, révèle que Microsoft a investi un total de 50 millions de dollars pour les deux premiers épisodes.

## Accueil
| Aperçu des notes reçues | Aperçu des notes reçues | Aperçu des notes reçues | Aperçu des notes reçues |
| Média                   | Note                    | Note                    | Note                    |
| ----------------------- | ----------------------- | ----------------------- | ----------------------- |
| 1UP.com US              | B+                      | B+                      | B+                      |
| Eurogamer FR            | 8/10                    | 8/10                    | 8/10                    |
| Gamekult FR             | 7/10                    | 7/10                    | 7/10                    |
| IGN US                  | 8,6/10                  | 8,6/10                  | 8,6/10                  |
| Jeuxvideo.com FR        | 16/20                   | 16/20                   | 16/20                   |
| Compilations de notes   |                         |                         |                         |
| Média                   | PS3                     | PC                      | XB 360                  |
| GameRankings            | 94 %                    | 94 %                    | 90 %                    |
| Metacritic              | 88 %                    | —                       | 90 %                    |
| MobyGames               | —                       | —                       | 86 %                    |

Grand Theft Auto: The Lost and Damned a particulièrement bien été accueilli par l'ensemble des critiques et rédactions. Une moyenne générale de 89,81 % est attribuée par GameRankings pour la version téléchargeable sur Xbox 360, effectuée à partir de 58 critiques, et 90 % sur les versions PlayStation 3 et Microsoft Windows,. Metacritic attribue une moyenne générale de 90 %, effectuée à partir de 79 critiques pour la version Xbox 360, et de 87 % sur PlayStation 3 depuis 4 critiques. Pour terminer, MobyGames lui accorde une moyenne générale de 86 %, effectuée à partir de 10 critiques.